# Gurage
Gurage é um grupo étnico na Etiópia. De acordo com o Censo Nacional de 2007, que o número 1.867.377 pessoas (ou 2,53% do total da população da Etiópia), dos quais 792.659 são de moradores urbanos. Esta é 2,53% do total da população da Etiópia, ou 7,52% da Nações do Sul, Nacionalidades e dos Povos Região (SNNPR).
As pessoas Gurage habitam uma região semi-fértil semi-montanhosa, na Etiópia, cerca de 150 quilômetros a sudoeste de Adis-Abeba . Sua pátria se estende até o rio Awash , no norte, o rio Gibe (um afluente do rio Omo ) a sudoeste, e Lake Zway no leste. O grupo étnico Gurage geralmente consiste de três subgrupos distintos, Norte, Leste e Oeste, sendo que o maior grupo, o do Leste, conhecido como a Silt'e , não se consideram Gurage, e em um referendo de 2000 votaram por unanimidade para formar sua própria unidade administrativa, a Zona de silte , no SNNPR.

## Histórico
Segundo o historiador Paul B. Henze, suas origens são explicadas pelas tradições de uma expedição militar ao sul durante os últimos anos do Reino de Axum, que deixou colônias militares que eventualmente se isolaram do norte da Etiópia e entre si.  No entanto, outros historiadores levantaram a questão da complexidade dos povos Gurage, se vistos como um grupo singular, por exemplo, Ulrich Braukhamper afirma que a origem dos Gurage do Leste pode ter sido uma extensão do antigo povo Harla (de origem Cuxita). De fato, há evidências de que a arquitetura Harla pode ter influenciado prédios antigos (antes do século XVI) encontrados perto de Harar (leste da Etiópia), e o grupo Gurage East costuma citar parentesco com os povos Harari (Hararghe) no passado distante. Braukhamper também afirma que o rei Ámeda-Sion I ordenou que as tropas da Eritreia fossem enviadas para regiões montanhosas em Gurage (chamado Gueregue), que acabou se tornando um assentamento permanente. Além do assentamento militar de Ámeda-Sion I, a permanência da presença da Abissínia em Gurage é documentada durante os reinados de Zara-Jacó e Davi II. Braukhamper também observa que algumas tropas de Amara e suas famílias provavelmente fugiram de da atuais áreas de Gondar e Gojjam para a região de Gurage durante a Guerra Abissínia-Adal da década de 1530, já que a Abissínia foi drasticamente superada pelas tropas de Adal, que receberam suprimentos e armas do Império Otomano. Assim, historicamente, os povos Gurage podem ser uma mistura complexa de Etíopes, Harla e outros grupos que migraram e se estabeleceram nessa região por diferentes razões. 